# Suburbicon
Suburbicon – amerykańska komedia kryminalna z 2017 roku w reżyserii George’a Clooneya, wyprodukowany przez wytwórnię Paramount Pictures. Główne role w filmie zagrali Matt Damon, Julianne Moore i Oscar Isaac.
Premiera filmu odbyła się 2 września 2017 podczas 74. Międzynarodowego Festiwalu Filmowego w Wenecji. Miesiąc później, 27 października, obraz trafił do kin na terenie Stanów Zjednoczonych. W Polsce premiera filmu odbyła się 10 listopada 2017.

## Fabuła
Akcja filmu rozgrywa się w XX wieku w latach 50. na przedmieściach amerykańskiego miasta Suburbicon. Suburbicon to miasteczko, które słynie z reklamy  statecznego życia oraz dobrobytu. Wszyscy biali mieszkańcy wyglądają na przyzwoitych ludzi, są wobec siebie nawzajem życzliwi i uprzejmi, w tym rodzina Lodge’ów – biznesmen Gardner (Matt Damon), jego żona Rose (Julianne Moore) i syn Nicky. Pewnego dnia na osiedle sprowadza się pierwsza w okolicy czarnoskóra rodzina, wywołując panikę wśród sąsiadów. Na dodatek niedługo potem podczas nieudanego włamania ktoś zabija Rose. Zdruzgotany Nicky postanawia przeprowadzić śledztwo na własną rękę i pomścić matkę.

## Obsada
- Matt Damon jako Gardner Lodge, ojciec Nicky’ego
- Julianne Moore jako Rose/Margaret
- Oscar Isaac jako Bud Cooper
- Noah Jupe jako Nicky Lodge, syn Gardnera
- Glenn Fleshler jako Ira Sloan
- Megan Ferguson jako June
- Jack Conley jako Hightower
- Gary Basaraba jako wujek Mitch
- Michael D. Cohen jako Stretch

## Produkcja
Zdjęcia do filmu kręcono w Los Angeles, Santa Clarita, Carson, San Fernando i Burbank w Kalifornii.

## Odbiór
Film Suburbicon spotkał się z negatywną reakcją krytyków. W serwisie Rotten Tomatoes, 26% ze stu siedemdziesięciu jeden recenzji filmu jest negatywne (średnia ocen wyniosła 4,8 na 10). Na portalu Metacritic średnia ocen z 46 recenzji wyniosła 42 punkty na 100.

### Nagrody i nominacje
| Rok  | Miejsce                                       | Nagroda                                                                        | Kategoria                  | Odbiorcy i nominowani | Wynik     |
| ---- | --------------------------------------------- | ------------------------------------------------------------------------------ | -------------------------- | --------------------- | --------- |
| 2017 | 74. Międzynarodowy Festiwal Filmowy w Wenecji | Złoty Lew                                                                      | Udział w konkursie głównym | George Clooney        | nominacja |
| 2017 | 42. Międzynarodowy Festiwal Filmowy w Toronto | Nagroda Festiwalowa w sekcji "Prezentacje Specjalne" ("Special Presentations") | Udział w sekcji            | George Clooney        | nominacja |